# قبألفية
يُقصد من مذهب القبألفية (بالإنجليزية: Premillennialism) في علم الآخرات المسيحية، الاعتقاد بأن يسوع سيعود بجسده إلى الأرض (المجيء الثاني للمسيح) قبل الألفية (أو الحكم الألفي)، وهو يعني حرفيًا حكم يسوع الأرض لألف عام من السلام. تُسمى هذه العقيدة «القبألفية» لأنها ترى أن عودة يسوع الجسدية إلى الأرض سوف تحدث قبل الملك الألفي. يعتمد مذهب القبألفية على التفسير الحرفي لسفر الرؤيا (الإصحاح 20، الآيات من 1 إلى 6) في العهد الجديد، الذي يصف حكم يسوع لفترة ألف عام.
لا يتبنى معظم المسيحيين وجهة نظر القبألفية. تُعد طوائف كالأرثوذكسية المشرقية، والأرثوذكسية الشرقية، والكاثوليكية، والأنجليكية، واللوثرية طوائف لاألفية على نحو عام، وتفسر سفر الرؤيا (الإصحاح 20، الآيات من 1 إلى 6) تفسير يتعلق بالزمن الحاضر، وهو الاعتقاد بأن المسيح يحكم حاليًا في الملكوت مع من رحل من القديسين، ويعتقد هذا التفسير برمزية الوحي، وأنه يشير إلى صراع روحي بين الجنة والجحيم بدلًا من صراع مادي على الأرض. لا يرى اللألفيون الحكم الألفي المذكور في سفر الرؤيا أنه حكم ألف سنة بالمعنى الحرفي، بل يعتقدون برمزيته، ويرون أن مملكة المسيح موجودة بالفعل في النظام الكنسي ابتداءً من عيد العنصرة المذكور في سفر أعمال الرسل.
غالبًا ما يشير مذهب القبألفية تحديدًا إلى أولئك الذين يلتزمون بالمعتقدات في عهد الحكم الألفي للمسيح، وكذلك إلى حالة نشوة المؤمنين قبل الضيقة الكبرى (التدبيرية) أو (التاريخية)، والتي تسبق الحكم الألفي. شاع الاعتقاد بمذهب القبألفية في الحركة الإنجيلية، خلال القرن الماضي، وفقًا لدراسات استقصائية حول هذا الموضوع. لا يعتقد اللألفيون الألف سنة المذكورة في سفر الرؤيا ألف سنة بالمعنى الحرفي، بل يعتبرون العدد «ألف» رمزيًا وذا علاقة بعلم معاني الأعداد.
يختلف مذهب القبألفية عن وجهات النظر الأخرى كمذهب ما بعد الألفية الذي يعتقد بحدوث الحكم الألفي قبل المجئ الثاني.

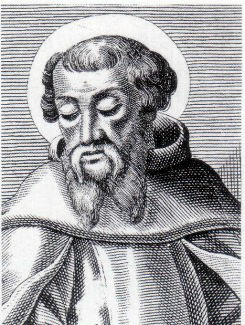
القديس إيرينيئوس (130-202 تقريبًا)، قبألفي مسيحي.

## نبذة تاريخية

### القديس جاستن وإيرينيئوس
كان القديس جاستن في القرن الثاني أحد أوائل الكتاب المسيحيين الذين أعلنوا بوضوح عن إيمانهم بالاعتقاد «اليهودي» بوجود مملكة مسيحية مؤقتة قبل نشوء الدولة الأبدية، رغم أن مفهوم الحكم الألفي في حواره مع تريفو يختلف عم يقدمه اللاهوت الدفاعي. يقول يوهانس كويستن: «يشاطر جاستن، في أفكاره الإسخاتولوجية، آراء الألفيون بشأن الملك الألفي». يعتقد جاستن بوجود تمايز قبألفي، إذ سيوجد لاحقًا قيامتان، واحدة من المؤمنين قبل حكم يسوع، ثم قيامة عامة بعد ذلك. كتب جاستن في الفصل 80 من عمله حوار مع تريفو «أنا وغيري، من المسيحيين العقلاء الذي يجمعنا اتفاق بشأن جميع النقاط، نتفق بشأن وجود قيامة للأموات لاحقًا، وملك ألفي في أورشليم، التي ستُبنى بعد ذلك… لأن إشعيا قد تكلم على هذا النحو في ما يخص فترة الألف سنة هذه». أقر جاستن، رغم ذلك، في وقت أبكر في الفصل نفسه، أن رأيه لم يكن عامًا، بقوله «وكثيرون من المؤمنين الأنقياء الاتقياء، وهم مسيحيون حقيقيون، يعتقدون بخلاف ذلك».
كان إيرينيئوس، أسقف ليون في أواخر القرن الثاني، متكلم قبألفي. اشتهر بكتابته الضخمة ضد الخطر الغنوصي في القرن الثاني، والمعروفة باسم ضد الهرطقات. ركز إيرينيئوس، في الجزء الخامس من كتابه ضد الهرطقات، على الإسخاتولوجيا بصفة خاصة. دافع في إحدى عبارته عن القبألفية، عبر احتجاجه بضرورة وجود المملكة الأرضية المستقبلية، وذلك بسبب وعد الله لإبراهيم، وقد قال «يبقى الوعد قائمًا… وقد وعده الله بميراث الأرض، ولم يتحقق ذلك الوعد لإبراهيم طوال تواجده. ولذلك، سيتحقق الوعد، لإبراهيم، ونسله (الذين يخافون الله ويؤمنون به)، مع قيامة الأبرار». أوضح إيرينيئوس في موضع آخر أن البركة ليعقوب «ستتحقق دون شك في أزمنة الملكوت، حين يحكم الأبرار، بعد قيامتهم من بين الأموات. وهو كذلك الوقت الذي ستؤتي فيه الخليقة أكلها بوفرة من كل أنواع الطعام، بعد تجددها وتحررها… وستتغذى كل الحيوانات على نباتات الأرض، وسيمتثل الجميع للإنسان على نحو تام. ويشهد السفر الرابع من كتابات القديس بابياس، وتلميذ القديس يوحنا البطمسي، ورفيق بوليكاربوس، بهذه الأمور كلها» (5.33.3). على ما يبدو أن إيرينيئوس تمسك كذلك بمفهوم السادس السابع الألفي القائل إن نهاية التاريخ البشري ستحدث بعد السنة 6000. (5.28.3)